# Egzarchat patriarszy Jerozolimy
Egzarchat patriarszy Jerozolimy (łac. Hierosolymitanus) – jednostka administracyjna Kościoła katolickiego obrządku syryjskiego w Izraelu, Autonomii Palestyńskiej i Jordanii, podległa bezpośrednio syryjskokatolickiemu patriarsze Antiochii. Została ustanowiona w 1892 roku. 